# Zakariás könyve
Zakariás könyve a Bibliában található úgynevezett tizenkét kisprófétákhoz tartozó könyv.

## A szerző

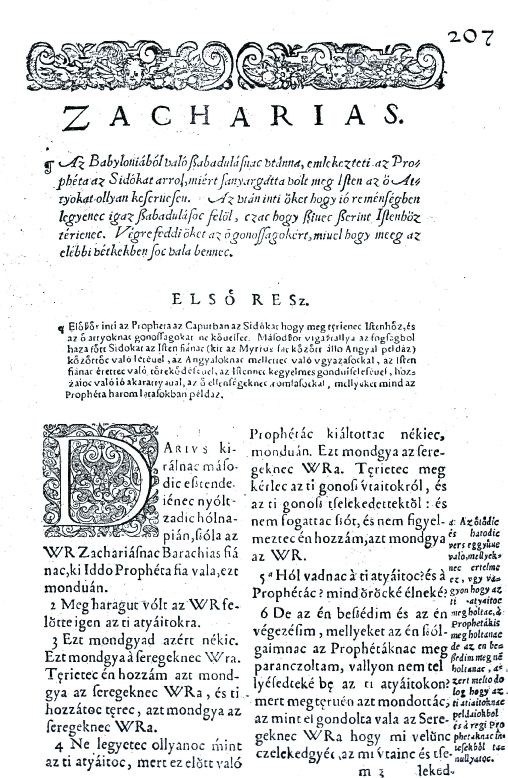
A Károlyi Biblia 1590-ben jelent meg. A 207-es lapja Zakariás próféta könyvével kezdődik.

A Zakariás szó azt jelenti: "Isten megemlékezett". A korábbi próféta buzdító beszédét folytatja, azt amit Aggeus próféta elkezdett. Aggeus kortársa. Prófétálásának időszaka i. e. 520 október illetve novemberétől i. e. 518 októbere közé esik. Berekiás fiának mutatkozik be, aki viszont Iddo fia. Feltételezések, elemzések szerint a 9-14-ig tartó rész megírását később fejezték be.

## A könyv szerkezete
Első rész
- 1.1 - 6.  Felszólít megtérésre i. e. 520. október - november
- 1.7 - 6.15 Nyolc látomás i. e. 519 februárjában
- 7.1 - 8.23  Böjtprédikáció. Az üdvösség ígérete i. e. 519 decemberében

Második rész
- 9 - 11 Az új föld, a Messiás, Izrael megszabadulása és visszatérése az Úr hűségéhez. A két pásztor. Deutro-Zakariás könyv.
- 12 - 14 Az Úr szava, a Messiás; és a titokzatos harc az utolsó időkben Jeruzsálemnél. Trito-Zakariás könyv.

## Tartalma

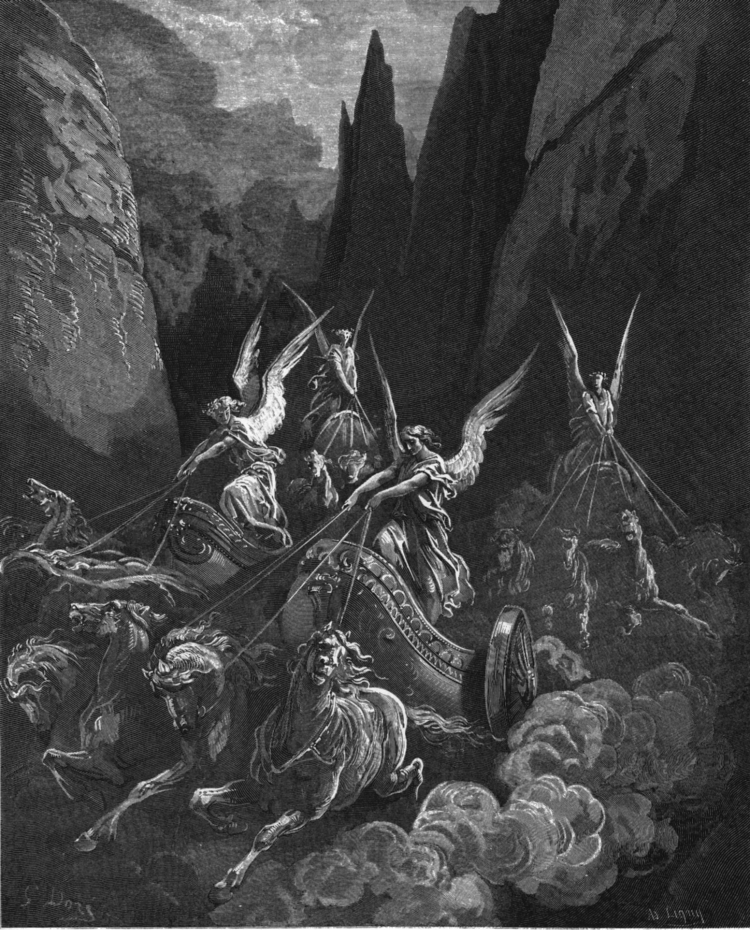
Gustave Doré grafikája Zakariás próféta látomásáról

- Az első részben a prófétához szól a Seregek Ura. A bevezetésben az Úr feddő szavait közvetíti a próféta, térjenek jó útra. Ezután következik a nyolc látomás:

1. Egy embert látott egy mirtuszfánál, mögötte lovakat. A lovak bejárták a világot és ott béke van, de Jeruzsálemben és Júdában már hetven éve az Úr haragja van. A Seregek Ura nagyon haragszik a gőgös népekre. Újra fel fog épülni a háza, és megkönyörül, irgalmas lesz.
2. Egy angyal mondja: Ezek azok a szarvak amik szétszórták Jeruzsálemet és Júdát. A négy kovács pedig letöri azok szarvát akik felemelték Júda ellen szavukat.
3. Egy angyal megméri Jeruzsálem hosszát és szélességét. A megmérés az újjáépítést előzi meg. Az Úr szétszórta a népet a szél négy irányába és felszólítja a őket meneküljenek el Észak földjéről. Az Úr újra kiválasztja Jeruzsálemet.
4. A Seregek Ura felszólít, vegyétek le Jozsuéról (a főpapról) a piszkos ruhát és öltöztessétek díszesbe, mert levette a bűnét az Úr. Ő van kiválasztva a hogy kormányozza Isten házát. Elé tesznek egy követ, amelyen Isten hét szeme van. Jozsué főpapnak - más átírásban Jézus főpap - elmondják, eljön majd a 'Sarj', aki kiírtja az országból a gonoszságot.
5. A próféta angyallal beszélget, egy arany mécstartót lát, melynek szimbolikus értelme van. Két csövön olaj folyik ki belőle, az angyal magyarázata szerint "Ez a két Felkent, aki az Ur előtt állnak az egész földön." Zerubbábel kezdte el és ő fogja befejezi majd az Isten házának építését.
6. Repülő könyvtekercset lát, mely megemészti mindazokat akik hamisan esküsznek az Úr nevére.
7. Ebben a látomásban a megszemélyesített Isten-gyűlöletet látja, egy vékába rejtett asszonyt visznek az angyalok Sineár (Babilon) földjére, hogy templomot építsenek ott neki.
8. Négy kocsi jött különböző színű lovakkal befogva. Az Úr színe előtt álltak, azután a négy égtáj felé tartanak. A próféta készítsen egy koronát és tegye Jozsué fejére, és mondja ezt: "Íme a 'Sarj", mert ahol áll ott sarjadni fog valami, mert ő fogja visszaállítani az Úr szentélyét".

A sanyargatott hetven év alatt böjtöltek, de nem gyakoroltak irgalmasságot, részvétet. Megkeményedett a szívük, nehogy megértsék a tanítást amit a régi próféták által és Isten lelke által adott nekik. 
A második rész előtt a Sereg Ura maga prófétálja, hogy eljön az idő, amikor számos nép fog menni Jeruzsálemba, hogy keressék az Urat és imádkozzanak ott.
- A második rész feltételezések szerint később keletkezett, sok jel arra utal, hogy a hellenista korban, közvetlenül Nagy Sándor hódításai utáni korból, Kr.e. 300 körül. A szöveg bemutat egy közösséget, mely külső ellenségtől szorongatott, és a belső vezetők megosztottak. Ebben a helyzetben a Messiás eljövetelétől várják az igazság és győzelem eljövetelét. A Messiást jellemzi: alázatos, szamár csikaján jön, szétzúzza a fegyvereket, békét hirdet a népeknek, uralkodik a föld határáig. Ezután megint az Úr büntetései hangzanak el a környező országok gőgje miatt. Az Úr felszólítja a prófétát űzze el az idegen vezetőket. A próféta két botot vitt magával. Egyiket "Kegyelem"-nek másikat "Egység"-nek nevezte el. A botok széttörésre kerülnek, hogy a szövetség felbomoljon. Allegorikus kép a pásztorok a főpapokat jelenti, és a kereskedők az ország nyerészkedőit jelentik. A próféta a pénzt elkéri és a templomnak adja. Ezután Jeruzsálem szorongattatása, majd megdicsőülése következik, az új nép születése.

A befejezésként egy titokzatos jóslatot, egy harcot ír le Jeruzsálem ellen, melyben az Úr élő vizet fakaszt Jeruzsálemben, mely keleti és nyugati irányban is folyamatosan folyni fog.